# Locris villiersi
Locris villiersi är en insektsart som beskrevs av Victor Lallemand och Synave 1954. Locris villiersi ingår i släktet Locris och familjen spottstritar. Inga underarter finns listade i Catalogue of Life.